# Soutok Cidliny a Labe
Soutok Cidliny a Labe, resp. soutok Labe a Cidliny, je soutok řeky Cidliny s veletokem Labe. Nachází se v části Poděbrady III města Poděbrady a nedaleko Libice nad Cidlinou a dálnice D11.

## Historie a popis
Soutok, který je lemovaný lužními lesy a loukami, se nachází na 907,9 říčním kilometru řeky Labe a v nadmořské výšce 188 m. Labe, jež pramení v Krkonoších nad Labskou boudou, urazí k soutoku s Cidlinou vzdálenost 186 km. Cidlina, která pramení pod vrchem Tábor u Lomnice nad Popelkou, urazí k soutoku 87 km. Obě řeky mají na soutoku regulovaná říční koryta. Labe je navíc přizpůsobeno pro plavbu osobních i nákladních lodí. Nákladní lodě jezdily po Labi v letech 1977–1996 a převážely severočeské hnědé uhlí pro tepelnou elektrárnu Chvaletice. Od roku 1996 se hnědé uhlí vozí po železnici. Cidlina se vlévá do Labe zprava a mezi oběma řekami se nachází Národní přírodní rezervace Libický luh. Na straně řeky Cidliny je u břehu zřízeno přístaviště Cidlina, kde lze v sezoně vidět výletní loď Král Jiří, populární restaurace U Přívozu, kemp Poděbrady 11 a také památný Černý topol u Libice. Soutok je místo popularní pro cyklisty, turisty a inlinové bruslaře.
Soutok Cidliny a Labe je celoročně volně přístupný a kolem něj vedou cyklistické a turistické trasy, např. Naučná stezka Skupice – Huslík, naučná stezka Libice, Labská cyklotrasa (2), EuroVelo 4 aj.

## Galerie

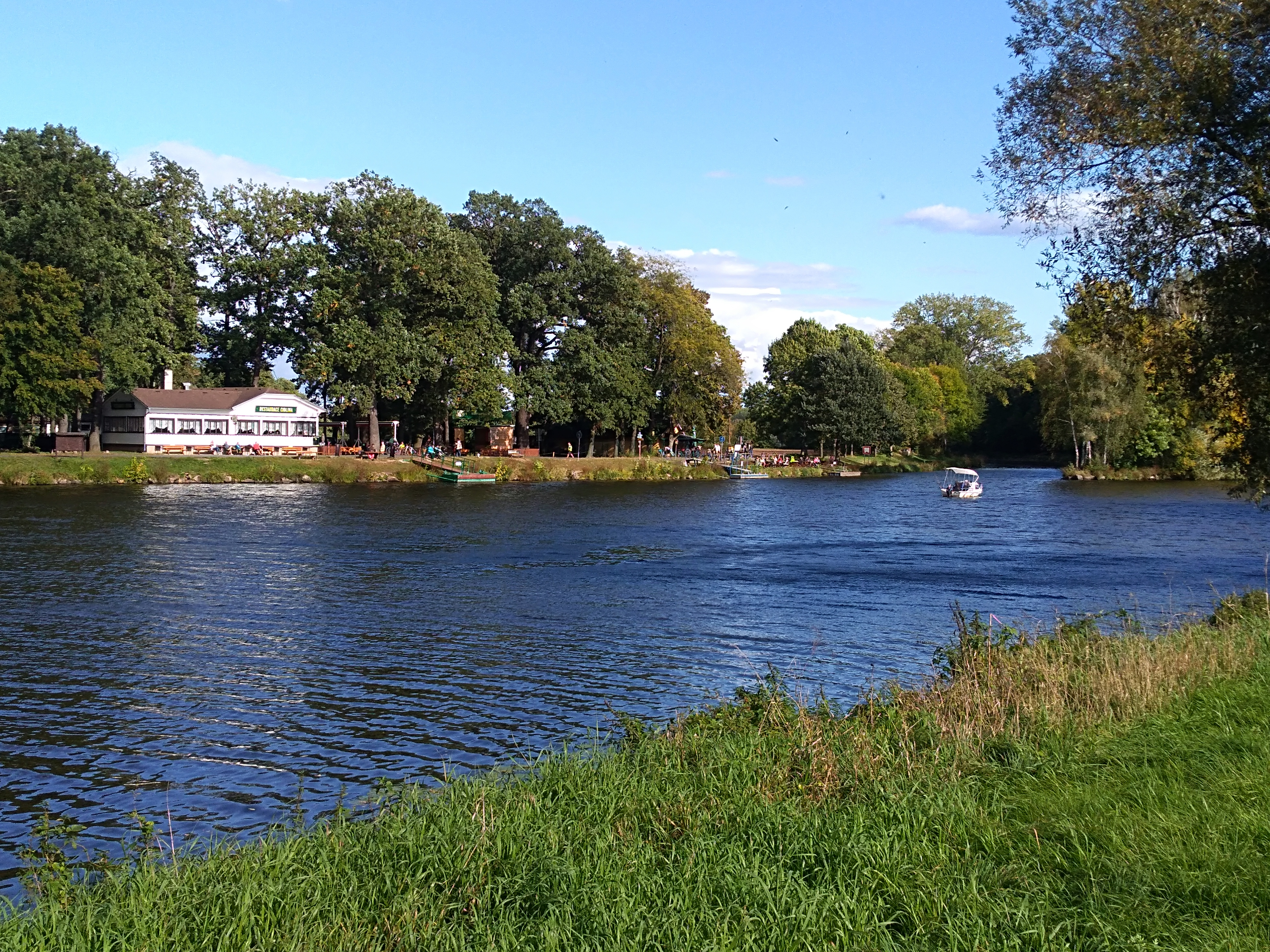
Restaurace na soutoku
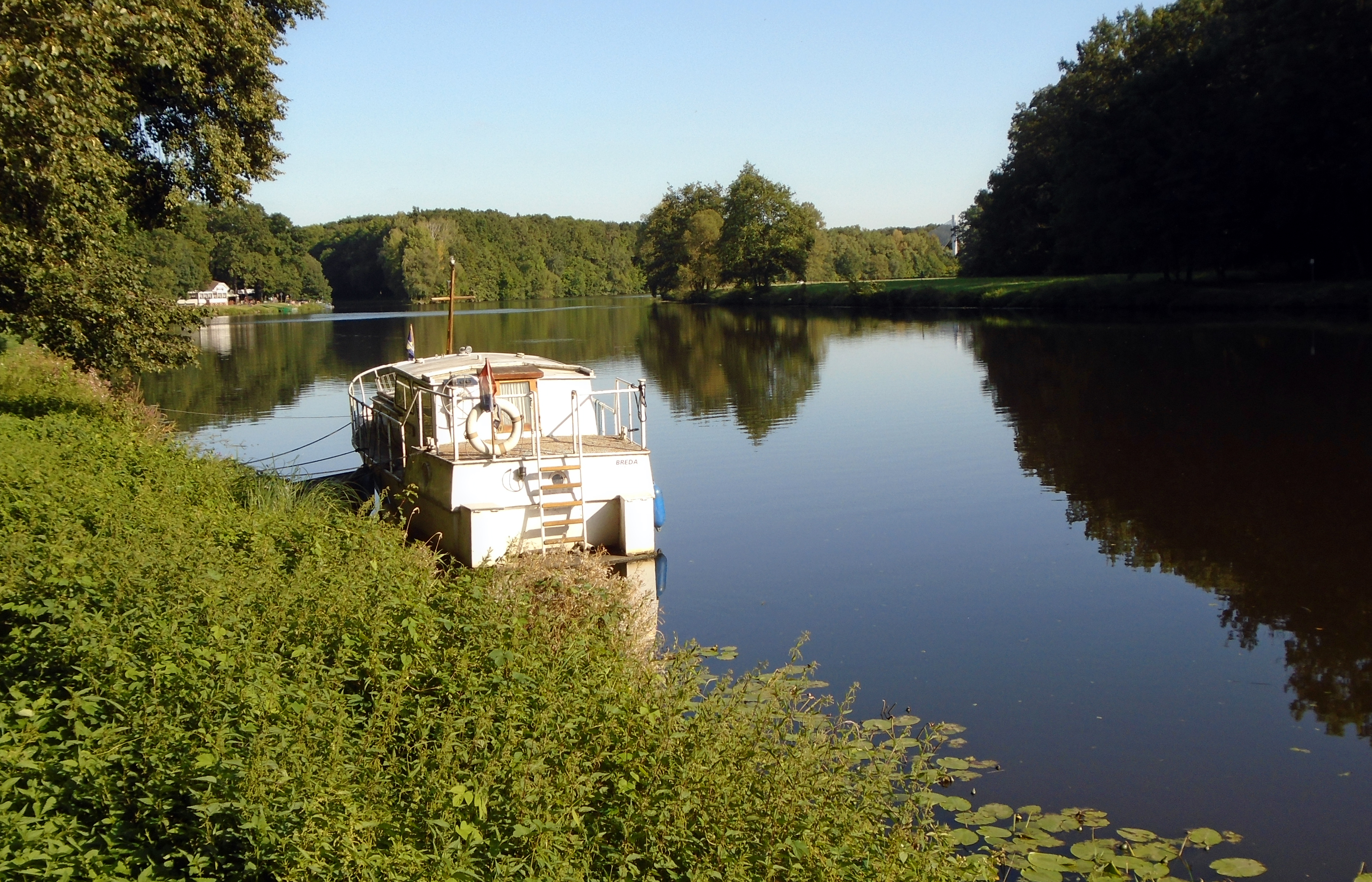
Soutok v pohledu ze břehu
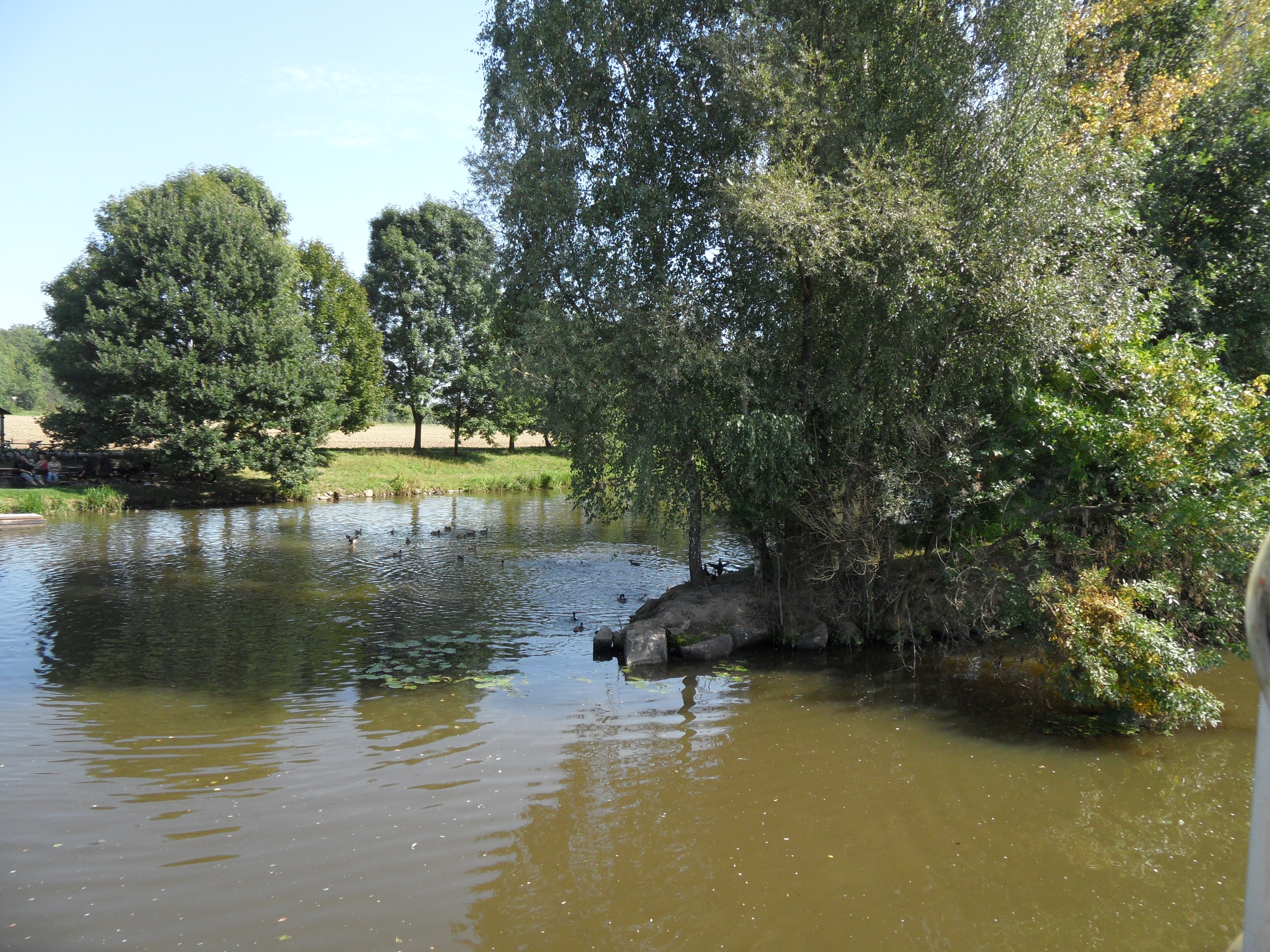
Soutok v pohledu z parníku
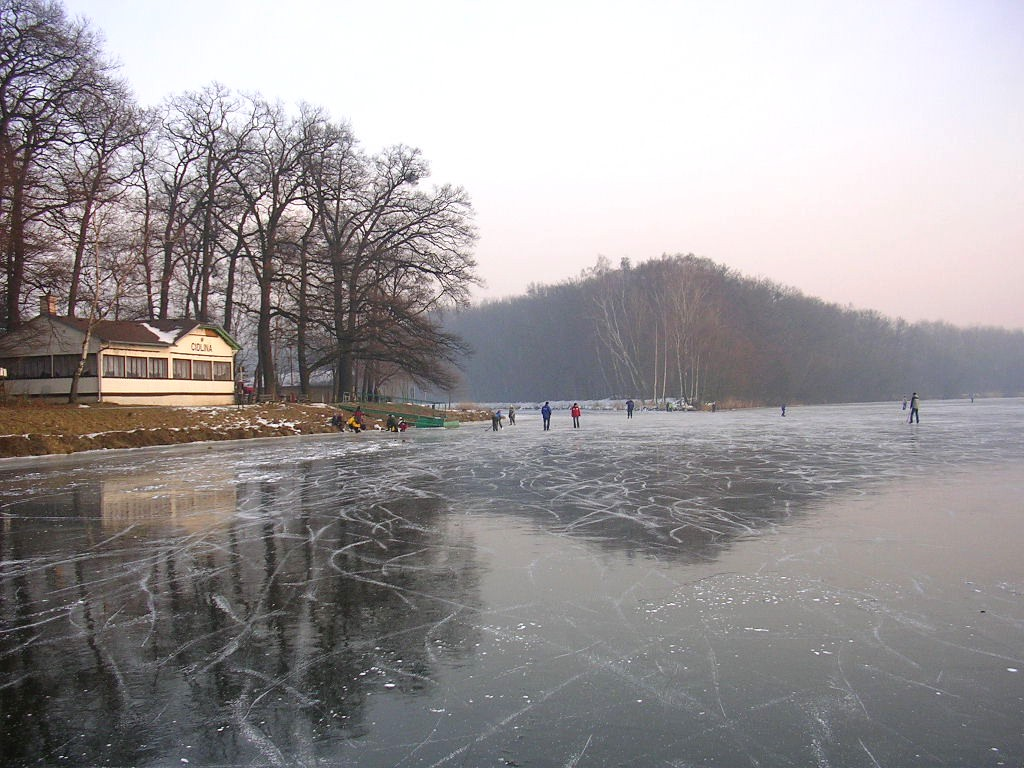
Zimní bruslení u soutoku
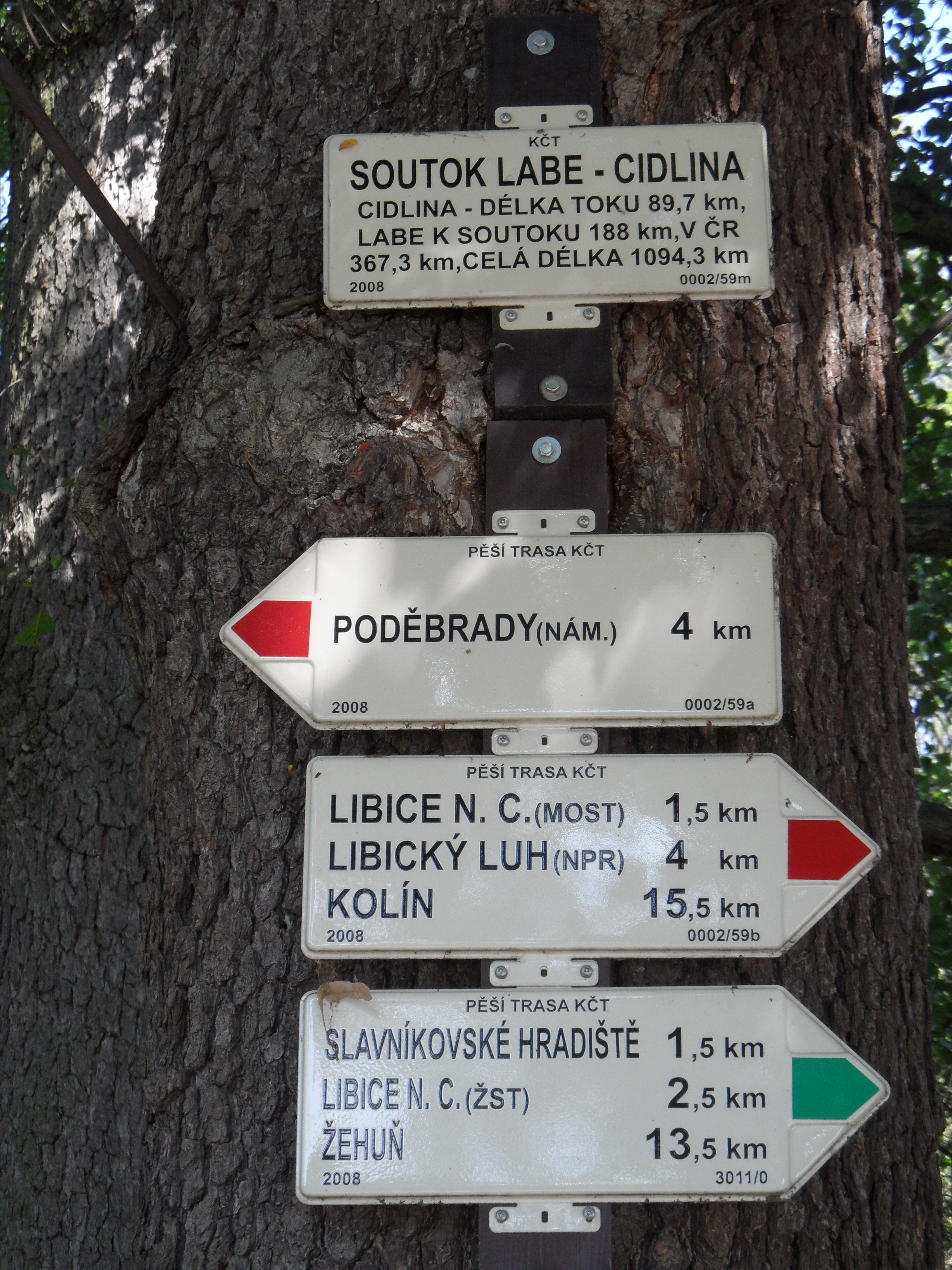
Turistický rozcestník u soutoku